# Venustus
Venustus is een kevergeslacht uit de familie van de boktorren (Cerambycidae). De wetenschappelijke naam van het geslacht werd voor het eerst geldig gepubliceerd in 1945 door Dillon & Dillon.

## Soorten
Venustus omvat de volgende soorten:
- Venustus analogus Martins & Galileo, 1996
- Venustus zeteki Dillon & Dillon, 1945